# 平本亜夢
平本 亜夢（ひらもと あゆ、1997年5月9日 - ）は、日本の女優（元・子役）である。劇団東俳・東京校所属。2023年4月30日をもって退所した。

## 出演

### テレビドラマ
- 嫁はミツボシ。（TBS、2001年）
- 月曜ミステリー劇場 弁護士迫まり子の遺言作成ファイル4〜再会（TBS、2002年）みゆき（幼少時代）役
- 火曜サスペンス劇場 幻の女（日本テレビ、2003年2月11日）
- ムコ殿（フジテレビ、2003年）
- 奇跡の脱出!SOS（フジテレビ、2003年）中島知子の（幼少時代）役
- 新しい風（TBS、2004年）もえの友人役
- 電池が切れるまで（テレビ朝日、2004年）小林里美 役
- 渡る世間は鬼ばかり Part7（TBS、2004年）
- 愛の劇場 大好き!五つ子6（TBS、2004年）西園寺樹里 役
- キッチンウォーズ（フジテレビ、2006年）
- ひとりじゃない（2011年1月 - 2月、BSフジ）車椅子の少女 役
- 連続テレビ小説 あまちゃん（NHK総合テレビ、2013年）アメ横女学園・レギュラーメンバー 役
- 山田くんと7人の魔女（フジテレビ、2013年）
- 土曜ワイド 夏樹静子サスペンス 光る崖（フジテレビ、2016年2月20日）
- BS時代劇 大富豪同心第4話（NHK BSプレミアム、2019年）丁子屋の遊女 役[1]
- プロミス・シンデレラ第7話 （TBS、2021年）[2]
- 消えた初恋（テレビ朝日、2021年10月 - 12月）平山夢亜 役[3]

### 劇場アニメ
- 機動戦士ΖガンダムIII A New Translation -星の鼓動は愛-（2006年、サンライズ） - ミネバ・ラオ・ザビ 役（声の出演）

### ゲーム
- SDガンダム GGENERATION SPIRITS（2007年11月29日、バンダイナムコエンターテインメント） - ミネバ・ラオ・ザビ 役（声の出演）
  - SDガンダム GGENERATION OVER WORLD（2012年9月27日）
  - SDガンダム GGENERATION GENESIS（2016年11月22日）

### ラジオ
- 全国こども電話相談室・リアル!（TBSラジオ、2010年4月4日 - 2012年4月1日）レギュラー

### 舞台
- 劇団東俳合同公演「熱中時代〜伝説の教師再び〜」（2001年）
- 歌舞伎座「浮かれ心中」（2002年）
- 歌舞伎座「椿説弓張月」（2002年）

### CM
- タカラ グッドフレンドエルモ（2004年）

### ネット配信
- アリスインプロジェクト「アイガク! 冬フェス・オンライン」（2020年12月18日 - 30日、ZAIKO）[4]
  - 6vs6の真剣バトル「アイガク・バトラーズ」（2020年12月19日、26日）
  - おなじみ学園バラエティ「アイガク・ライブ」（2020年12月20日、28日）